# Unfinished Business
Unfinished Business ist eine US-amerikanische Filmkomödie mit Irene Dunne und Robert Montgomery unter der Regie von Gregory La Cava aus dem Jahr 1941.

## Handlung
Nancy Andrews, eine hoffnungsvolle Sängerin aus Messina, Ohio, die den Zenit ihrer Jugend bereits überschritten hat, verfällt nach der Hochzeit ihrer jüngeren Schwester in eine Sinnkrise. Aus dem Impuls heraus, endlich etwas Sinnvolles aus ihrem Leben zu machen, kauft sich Nancy ein Ticket nach New York City und steigt in den nächsten Zug. Kaum in ihrem Abteil angekommen, macht sie die Bekanntschaft des notorischen Schwerenöters Steve Duncan, der in der unerfahrenen Nancy eine weitere leichte Eroberung sieht. Während der Reise verliebt sich Nancy in Steve, nur um kurz vor der Ankunft sitzengelassen zu werden. Enttäuscht, doch nicht entmutigt, versucht Nancy ihr Glück an der Metropolitan Opera, die sie jedoch mit der Begründung ablehnen, ihre Stimme sei zwar angenehm, doch insgesamt eher für Auftritte in Nachtclubs geeignet. Miss Andrews gibt nicht auf und bekommt einen Job als Telefonistin. Bei der Gelegenheit macht sie die Bekanntschaft des Impressarios Billy Ross, der Nancy sofort für einen seiner mondänen Clubs engagiert. Allerlei Verwicklungen bringen es mit sich, dass Nancy eine Ehe mit Tommy, dem jüngeren Bruder von Steve Duncan, eingeht. Eigentlich liebt sie immer noch Steve, doch am Ende der verwickelten Handlung erkennt sie, wer ihre wahre Liebe ist.

## Hintergrund
Irene Dunne war Anfang der 1940er eine der höchstbezahlten Schauspielerinnen in Hollywood. Sie war gleichermaßen versiert als Darstellerin von Screwball Comedies wie Die schreckliche Wahrheit oder Meine Lieblingsfrau und tränenreichen Melodramen im Stil von Ruhelose Liebe und Akkorde der Liebe. Seit sie 1935 ihre mehrjährige Bindung an RKO beendet hatte, vermied Irene Dunne feste Bindungen an ein Studio, sondern schloss als sog. Free Lancer nur noch Verträge über ein bis maximal drei Filme mit einzelnen Filmgesellschaften ab. Auf diese Weise konnte sie Gagen von bis zu 150.000 US-Dollar pro Film verlangen und verdiente im Jahr teilweise über 400.000 US-Dollar.
1941 nahm sie das Angebot von Gregory La Cava an, die Hauptrolle in seinem neuesten Projekt Unfinished Business, das er für Universal Studios drehte, zu übernehmen. Beide hatten 1932 bereits für den Film Symphony of Six Million zusammengearbeitet. Der Regisseur hatte in den vergangenen Jahren etliche Kassenerfolge und hatte den Ruf eines Experten für romantische Komödien. Mit Robert Montgomery stand für Dunne zudem ein männlicher Co-Star zur Verfügung, der über zahlreiche Erfahrungen im komödiantischen Fach verfügte. Die Schauspielerin selber hatte wie alle Beteiligte, hohe Erwartungen an den Film:

„Wir dachten, wir hätten einen zweiten My Man Godfrey.“

Am Ende wurden die Hoffnungen enttäuscht und der Film spielte seine Kosten nicht wieder ein. Die Kritiker nahmen den Titel Unfinished Business wörtlich und bemängelten die fehlende inhaltliche Stringenz und den mangelnden Zusammenhalt der Erzählweise. Die Handlung ist typisch für La Cava. Wie die meisten seiner Filme erzählt auch Unfinished Business vom mühevollen Versuch des Einzelnen, trotz vieler Rückschläge sowohl emotional als auch beruflich voranzukommen. Anders als in vorherigen Filmen wie Bühneneingang oder Fifth Avenue Girl schaffte es La Cava hier jedoch nicht, eine gelungene Verbindung zwischen den Elementen aus leichter Komödie und dem mit einem gewissen Zynismus geschilderten Ringen einer talentierten Frau um den künstlerischen Erfolg herzustellen.
Der Charakter, den Irene Dunne im Film spielt, weist etliche Parallelen zur Biographie der Schauspielerin auf. Sie spielt hier eines der wenigen Male eine Rolle, die ungefähr ihrem tatsächlichen biologischen Alter – 42 – entspricht. Meist war Dunne bis dahin als junge Naive besetzt, obwohl sie in der Regel 5 bis 10 Jahre älter war als ihr jeweiliger männlicher Leinwandpartner. Auch durchlebt der Charakter der Nancy Andrews eine tiefe Sinnkrise, da sie trotz allen Bemühens keinen Erfolg in ihrem Traumberuf als Opernsängerin hat. Dunne selber scheiterte 1920 bei einem Vorsingen für die Met in New York. Auch Irene Dunne war am Ende erst über den Umweg des Revuetheaters zu Ruhm und Anerkennung. Gleichzeitig zeigt der Film die Schauspielerin zum ersten und einzigen Mal in einer Szene, in der Irene Dunne direkt und ohne komödiantisches Einlagen ihr erotisches Interesse an einem Mann zum Ausdruck bringt: sie lässt auf eine Affäre mit einem Charakter ein, den sie gerade einmal einige Stunden kennt. Im Oktober 1941 wiederholte die Schauspielerin an der Seite von Don Ameche ihre Rolle in der populären Radioshow „Lux Radio Theatre“. Star und Regisseur drehten unmittelbar im Anschluss eine weitere Komödie. Lady in a Jam fiel am Ende ebenfalls an der Kinokasse durch und beendete mehr oder weniger rasch die Karriere von La Cava.

## Kritiken
Die New York Times war nicht sonderlich angetan und nutzte den Titel für einige wenig schmeichelhafte Vergleiche.

„Es ist angenehm anzusehen, wie Miss Dunne und der immer strahlende Mr. Montgomery ganz weltgewandt und mit größter Leichtigkeit scharfzüngige Wortwechsel austauschen. […] Aber dieses seltsam ‚Unfertige Geschäft‘, in dem sie sich so verzweifelt abmühen, bleibt etwas, das die Gutgläubigkeit auch des Nachsichtigsten in Zweifel zieht. […] Miss Dunne ist charmant, obwohl sie die Naivität von Cinderella mit dem schneideneden Witz einer Dorothy Parker vereinen muss. […] Das unfertige Geschäft hier liegt begraben in den Tiefen irgendeiner Schreibmaschine.“